# Tritaxys braueri
Tritaxys braueri är en tvåvingeart som beskrevs av de Meijere 1924. Tritaxys braueri ingår i släktet Tritaxys och familjen parasitflugor. Inga underarter finns listade i Catalogue of Life.